# Pseudolaguvia austrina
Pseudolaguvia austrina är en fiskart som beskrevs av Radhakrishnan, Sureshkumar och Ng 2011. Pseudolaguvia austrina ingår i släktet Pseudolaguvia och familjen Erethistidae. IUCN kategoriserar arten globalt som otillräckligt studerad. Inga underarter finns listade i Catalogue of Life.